# 盐肤木
盐肤木（学名：Rhus chinensis）通称五倍子树，为漆树科盐肤木属植物。

## 形态
落叶小乔木或灌木，茎中心有髓质。奇数羽状复叶互生，叶轴有翅，常在此处生长虫瘿，矩圆形、椭圆形小叶7-13个，边缘有粗锯齿，叶背面密生灰褐色绒毛；秋季开黄白色花，圆锥花序顶生；橘红色小核果，有短毛。

## 分布
分布于印度、印度尼西亚、马来西亚、日本、朝鲜、中南半岛以及中国大陆的东北、新疆、内蒙古等地，生长于海拔170米至2,700米的地区，一般生于沟谷、向阳山坡、溪边的疏林以及灌丛中。

## 别名
五倍柴（湖南） 五倍子（四川、湖南） 山梧桐（辽宁） 木五倍子（四川） 乌桃叶、乌桃叶、乌盐泡、乌烟桃（武汉） 乌酸桃、红叶桃、盐树根（浙江） 土椿树、酸酱头（山东） 红盐果、倍子柴（江西） 角倍（四川） 肤杨树（湖南） 盐肤子（开室本草、图考） 盐酸白（广东、福建）

## 延伸阅读
[在维基数据编辑]
 《植物名實圖考·鹽麩子》，出自吳其濬《植物名實圖考》

## 外部連結
- 鹽膚木 Yanfumu （页面存档备份，存于） 藥用植物圖像數據庫 (香港浸會大學中醫藥學院) （繁體中文）（英文）
- 五倍子 Wubeizi （页面存档备份，存于） 中藥材圖像數據庫 (香港浸會大學中醫藥學院)